# Helicius yaginumai
Helicius yaginumai là một loài nhện trong họ Salticidae.
Loài này thuộc chi Helicius. Helicius yaginumai được Bohdanowicz & Jerzy Prószyński miêu tả năm 1987.